# A széf (film)
A széf (eredeti cím: The Vault) 2017-ben bemutatott amerikai horrorfilm, amelyet Dan Bush rendezett. A főbb szerepekben Francesca Eastwood, Taryn Manning, Scott Haze, Q’orianka Kilcher, Clifton Collins Jr. és James Franco látható.
Amerikában 2017. szeptember 1-én, Magyarországon 2017. december 7-én mutatták be a mozikban.

## Cselekmény
Miután tüzet gyújtanak egy közeli raktárban figyelemelterelésként, öt rabló – Leah Dillon; a húga, Vee; a bátyjuk, Michael; Kramer, a páncélszekrénytörő; és Cyrus, az izomember – megkezdi a bankrablást. Egy bankban tartózkodó rendőr megpróbál segítséget hívni a rádióján. Tom Iger nyomozó, aki épp az imént járt a bankban, hallja az adást, és úgy dönt, visszafordul, hogy megnézze, mi történik. Miközben visszasétál, egy újabb, névtelen rádióhívást hall a rablásról.
A rablók mindössze 70 000 dollárt találnak a széfben. Leah távozni akar, de Vee és Cyrus több pénzt követel. Az igazgatóhelyettes, Ed Maas azt állítja, hogy elmondja, hol található 6 millió dollár, ha nem bántanak senkit. Elmondja, hogy a pénz az alagsori széfben van, amely az egykori bank része volt, és átadja a hozzáférést biztosító kulcsot.
Ekkorra a rendőrség már körülvette a bankot, és Leah nem érti, honnan tudhatták meg a rablás tervét. A főpénztáros, Susan megpróbál kapcsolatot teremteni Michaellel, és azt mondja neki, hogy ő valójában rendes ember. Michael bevallja, hogy rengeteg embernek tartozik pénzzel, és a testvérei most segítenek neki kirabolni a bankot.
Amikor Kramernek sikerül feltörnie a széfet, a fények villogni kezdenek. Egy fehér maszkos férfi és látszólag néhány túsz rátámad. A régi széfbe húzzák be. Leah és Vee az emeleten lévő biztonsági kamerákon figyelik az eseményeket, de a képernyőn csak Kramer látszik. Leah úgy gondolja, hogy többen vannak a bankban, ezért megkéri Cyrust, hogy számolja meg a túszokat a széfhelyiségben. A fények újra villogni kezdenek, majd az ajtó becsukódik Cyrus és a túszok mögött. Amíg Kramer az alagsori széfben ismételten szúrásokat kap, Cyrust ugyanaz a csoport támadja meg, mint korábban Kramert. A fehér maszkos férfi megjelenik, megragadja a fegyverét, és a szájába kényszeríti. Amikor a széf ajtaja újra kinyílik, Leah bemegy, de Cyrus eltűnt. Michael eközben látja, ahogy Kramer öngyilkos lesz.
Leah azt gyanítja, hogy Susan hívta ki a rendőrséget, ezért kihallgatja őt. Susan elmeséli, hogy 1982-ben történt egy rablás, ahol egy fehér maszkos rabló – a nyomás hatására – megőrült: néhány túszt megölt, másokat arra kényszerített, hogy öljék meg egymást, a többieket pedig élve elégette a régi széfben. A maszkos férfit soha nem kapták el és nem is találták meg. Vee megjelenik egy pénzzel teli táskával, de a bankjegyek mind 1982-esek.
Miután a rendőrség mesterlövészekkel próbálja kiiktatni Leahrt és Vee-t, egy telefonkészüléken kigyulladó kimenő hívásjelző felkelti Leah figyelmét. Felveszi a kagylót, és ugyanazt az üzenetet hallja, amit korábban Iger nyomozó is a rádióban. Michael megnyit egy vízvezetéket, hogy menekülőutat készítsen, és egy megégett nőbe botlik, aki könyörög a segítségért. Vee megtalálja Cyrus holttestét, akinek szét van lőve a feje. Leah kimegy, és szabadon enged egy túszt. Megkérdezi Iger nyomozót, hogy ki tette a rendőrségi bejelentést. A válasz: az üzenet a rádión érkezett, nem telefonon. Leah visszamegy a bankba, felveszi a telefont, és ismét meghallgatja az üzenetet,nekkor hirtelen felismeri a hangot.
Vee a vízvezetéken keresztül menekül el. Miközben Michael tüzet gyújt, hogy leplezze a menekülésüket, Leah elengedi a túszokat. Amikor ő is megpróbál elmenekülni a vízvezetéken át, a maszkos férfi és a feltámadt túszok rátámadnak. Michael eltereli a figyelmüket, így Leah-nak sikerül elmenekülnie. Ezután Michael felgyújtja a bankot, ezzel feláldozva magát.
A túszok rendőrségi kihallgatása során Iger nyomozó megpróbálja kideríteni, miért nem tudnak semmit Maasról. Susan elmondja, hogy már tíz éve ismeri az összes alkalmazottat a bankban, de ezt az embert még soha nem látta. Ezután azonosítja Maast a nyomozást segítő fotófalon. Iger elmondja neki, hogy a képen szereplő férfi az 1982-es rablás során meghalt, ő volt az igazgatóhelyettes, aki hívta a rendőrséget, de a rabló lelőtte. Ugyanaz a hívás volt, amit Leah és Iger előző nap hallottak.
Leah és Vee egy vidéki területen találkoznak újra. A rendőrség úgy hiszi, hogy a tűzben minden rabló meghalt, így szabadon kezdhetnek új életet. Amikor a dzsipjük nem indul, Vee megnézi a motort, ekkor megtámadja őt a fehér maszkos férfi.

## Szereplők
| Szereplő       | Színész                | Magyar hang            |
| -------------- | ---------------------- | ---------------------- |
| Ed Maas        | James Franco           | Dévai Balázs           |
| Michael Dillon | Scott Haze             | Ember Márk             |
| Vee Dillon     | Taryn Manning          | Dögei Éva              |
| Leah Dillon    | Francesca Eastwood     | Bogdányi Titanilla     |
| Susan Cromwell | Q’orianka Kilcher      | Ligeti Kovács Judit    |
| Iger nyomozó   | Clifton Collins Jr.    | Mihályfi Balázs        |
| Cyrus          | Keith Loneker          | Turi Bálint            |
| James Aiken    | Jeff Gum               | Horváth-Töreki Gergely |
| Mary           | Jill Jane Clements     | Bókai Mária            |
| Kramer         | Michael Milford        | Bede-Fazekas Szabolcs  |
| Kirkham        | Conal Byrne            | Czvetkó Sándor         |
| Ben            | Aleksander Vayshelboym | Pál Tamás              |
| Max            | Dmitry Paniotto        | Hannus Zoltán          |
| Samantha       | Rebecca Ray            | Gáspár Kata            |

### Magyar változat
- Bemondó: Bozai József
- Magyar szöveg: Blahut Viktor
- Hangmérnök: Farkas László
- Vágó : Simkóné Varga Erzsébet
- Gyártásvezető: Fehér József
- Szinkronrendező: Tabák Kata

A szinkront a Mafilm Audio Kft. készítette el.